# Djelfa
Djelfa (tiếng Ả Rập: لجلفة) là một thành phố thủ phủ của tỉnh Djelfa của Algérie. Thành phố có tổng diện tích km², trong đó diện tích đất là km², dân số theo ước tính năm 2005 là 221.231 người. Đây là thành phố lớn thứ 9 Algérie.